# Chen Yang
Chen Yang (chiń. 陈扬; ur. 10 lipca 1991) – chińska lekkoatletka specjalizująca się w rzucie dyskiem.
W 2016 uczestniczyła na igrzyskach olimpijskich w Rio de Janeiro, gdzie w finale konkursu rzutu dyskiem zajęła siódme miejsce. Mistrzyni Azji z Bhubaneswar (2017). Dziesiąta zawodniczka mistrzostw świata w Londynie (2017) oraz czwarta dwa lata później w Dosze. W 2021 zajęła 10. miejsce podczas igrzysk olimpijskich w Tokio.
Medalistka mistrzostw Chin.
Rekord życiowy: stadion – 67,03 (2 czerwca 2018, Osterode am Harz).

## Osiągnięcia
| Rok  | Impreza                   | Miejsce        | Lokata      | Wynik |
| ---- | ------------------------- | -------------- | ----------- | ----- |
| 2016 | Igrzyska olimpijskie      | Rio de Janeiro | 7. miejsce  | 63,11 |
| 2017 | Mistrzostwa Azji          | Bhubaneswar    | 1. miejsce  | 60,41 |
| 2017 | Mistrzostwa świata        | Londyn         | 10. miejsce | 61,28 |
| 2018 | Igrzyska azjatyckie       | Dżakarta       | 1. miejsce  | 65,12 |
| 2018 | Puchar interkontynentalny | Ostrawa        | 3. miejsce  | 63,34 |
| 2019 | Mistrzostwa Azji          | Doha           | 2. miejsce  | 61,87 |
| 2019 | Mistrzostwa świata        | Doha           | 4. miejsce  | 63,38 |
| 2021 | Igrzyska olimpijskie      | Tokio          | 10. miejsce | 61,57 |